# Gmina Cedar (hrabstwo Black Hawk)
Gmina Cedar (ang. Cedar Township) – gmina w USA, w stanie Iowa, w hrabstwie Black Hawk. Według danych z 2020 roku gmina miała 1531 mieszkańców.